# Cimitero ebraico di Finale Emilia
Il cimitero ebraico di Finale Emilia è uno dei più antichi e suggestivi dell'Emilia-Romagna.

## Storia
Il cimitero presenta 57 lapidi, fra cui quella più antica risale al 1585, mentre in precedenza gli ebrei erano sepolti a Ferrara oppure a Pieve di Cento. Il cimitero è circondato da un muro di cinta realizzato nel 1904, al cui esterno è presente la seicentesca casa del custode, dove vi è una stanza utilizzata come camera mortuaria. Il cancello d'ingresso, in ferro battuto, è decorato con una stella a cinque punte che racchiude la parola ebraica שָׁלוֹם (shalom, pace).

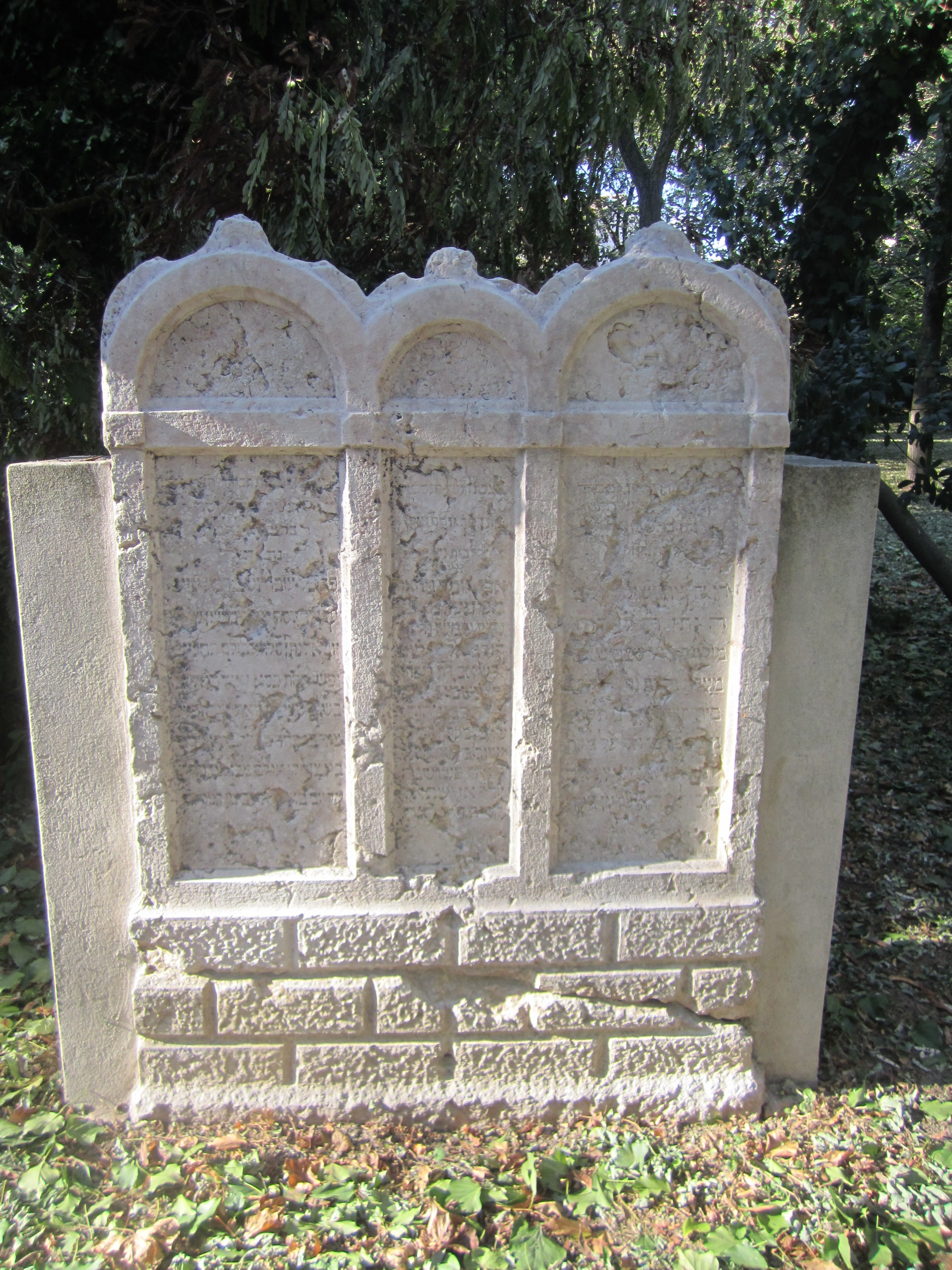
La tomba di Donato Donati

Al centro del cimitero è posta la genizah, in cui sono sotterrati 11 rotoli del Talmud.
Le lapidi più antiche sono incise in ebraico, le altre riportano iscrizioni in italiano e riportano l'iscrizione bilingue. Tra di esse vi è la lapide di Elvira Castelfranchi, maestra ebrea che durante la Seconda Guerra Mondiale continuò ad esercitare la sua professione. Per questa sua irrefrenabile voglia di insegnare, nonostante la situazione politica glielo impedisse, in suo onore è dedicato l’attuale istituto comprensivo di Finale Emilia.
Il campo santo cadde in disuso negli anni 1960: l'ultima ebrea qui sepolta è Anita Osima, che morì nel 1963, mentre risale al 1966 la tumulazione di Cabiria Ferrari, cristiana e moglie di Prospero Rimini. La salma di Ciro Castefranchi fu trasferita un mese dopo la sua morte (1956) nel vicino cimitero cristiano, accanto a quella della moglie Giselda Gallini e del figlio Emilio.
Il cimitero ebraico di Finale Emilia è stato recuperato nel 1987 dal gruppo culturale "R6J6", grazie anche al contributo di Rita Levi Montalcini e all'azione di Maria Pia Balboni con l'associazione Alma Finalis da lei fondata che si è sempre occupata della sua manutenzione.
Il 23 ottobre 1992 venne scoperto che il cimitero ebraico era stato oggetto di gravi atti di vandalismo antisemita, con tre lapidi spezzate e altre decine rovesciate e imbrattate.
Nel 2000 su iniziativa di Maria Pia Balboni è stato piantato nel cimitero un albero in memoria di don Benedetto Richeldi, prete antifascista insignito del titolo di Giusto tra le Nazioni per aver salvato diverse famiglie ebree di Finale Emilia.
Nel 2015 il cimitero ebraico è stato restaurato su iniziativa di Alma Finalis , fondata e presieduta da Maria Pia Balboni, e sono state recuperate oltre 50 lapidi che riguardano oltre 300 anni di storia del la comunità ebraica di Finale Emilia (dal 1625 al 1966): tutte le lapidi sono state catalogate e tradotte in lingua italiana.